# Александар Јешић
Александар Јешић (Горњи Милановац, 13. септембра 1994) српски је фудбалер који тренутно наступа за Жетису.